# 応答せよ1994
『応答せよ1994』（おうとうせよ1994、原題：응답하라1994、英：Reply1994）は、2013年に韓国tvNで放送されたテレビドラマ。2012年に韓国でヒットしたドラマ『応答せよ1997』に続く応答シリーズの第2弾。

## 概要
舞台を1994年に変え、ソウルに上京し同じ下宿で暮らす学生たちの青春物語。当時流行した音楽や小道具が登場し、三豊百貨店崩壊事故など実際に起きたことも描かれている。さらに当時韓国でバスケットボールが大流行していたこともあり本作の主人公は実在したバスケットボール選手イ・サンミンの追っかけをしている設定になっている。前作同様に主人公の結婚相手が誰なのか伏線を探り過去と現在を行き来する構成になっている。本作もケーブルチャンネルながら最高視聴率11.9%、瞬間最高視聴率14.3%を記録するヒットとなり、前作の記録を塗り替えた。

## あらすじ
1994年、馬山からソウルにやって来たナジョンの家族は大学生向けの「新村下宿」を営んでいた。延世大に進学したナジョンは、バスケットボール部のスター、イ・サンミンの追っかけをし、下宿では幼馴染で医学部3年のスレギや、大学生のユンジン、サムチョンポ、ピングレ、スレギ、ヘテ、チルボンら下宿生たちと生活を共にする日々を送っていた。そして時は過ぎ2013年、ソウルにあるナジョンの新居にナジョンを含めた下宿生7人が再び集まる。ナジョンはこの中のメンバーのキム・ジェジュンという本名の人物と結婚していた。

## 登場人物
ソン・ナジョン
演：コ・アラ（Ara)
延世大学コンピューター工学科1年。慶尚南道馬山市出身。延世大バスケットボール部のイ・サンミンの追っかけをしている。幼い頃に兄を亡くして以来、兄の幼馴染のスレギが兄のような存在。口は悪いが根は優しい。2002年に結婚し、2013年現在3人子どもがいる。
スレギ
演：チョンウ
延世大学医学部3年。馬山市出身。ナジョンとは幼馴染で兄妹のような関係。大学では優秀で慕われる存在だが家ではだらしなく、あだ名のスレギとはゴミを意味する。
チルボン
演：ユ・ヨンソク
延世大学社会体育学科1年。延世大学野球部のエース投手。高校時代7連続完封しあだ名は「七封」（チルボン）。ソウル出身で地方出身の下宿人たちからは羨望されている。
サムチョンボ
演：キム・ソンギュン
延世大学工学部コンピューター工学科1年。慶尚南道三千浦（サムチョンボ）出身のため、あだながサムチョンボ。几帳面な性格。
ヘテ
演：ソン・ホジュン
延世大学工学部コンピューター工学科1年。ヘテ・タイガースのファンであることからあだ名がヘテになった。女子にモテるが初恋が忘れられない。
ピングレ
演：バロ（B1A4）
延世大学医学部1年。忠清北道槐山郡出身でピングレ・イーグルスの本拠地に近いのでピングレと言うあだ名がついた。チルボンとはいとこ同士。
チョン・ユンジン
演：ミン・ドヒ（TINY-G）
延世大学工学部コンピューター工学科1年。歌手のソ・テジの追っかけをしている。最初は人見知りでおとなしい性格だったが、次第に周りを言い負かすほど口が達者になっていく。
ソン・ドンイル
演：ソン・ドンイル
ナジョンの父。元プロ野球選手でソウルツインズのコーチ。ソウルで新村下宿を経営している。
イ・イルファ
演：イ・イルファ
ナジョンの母。寮母として下宿人の面倒を見ているが、料理を大量に作ってしまう癖がある。
スクスク（ソン・ジユン）
演 - ユク・ソンジェ（BTOB)
1995年に生まれたナジョンの弟

### 特別出演
ムン・ギョンウン（演：ムン・ギョンウン）※延世大バスケ部選手として本人が出演
元下宿人（演：ホン・ソクチョン）
スレギの先輩（演：チ・スンヒョン）
スレギの先輩（演：イ・ユジュン）
スレギの先輩（演：ヤン・ギウォン）
ヘテの軍隊の先輩（演：チェ・ジョンフン）
チュギョン：（演：ソ・ユリ） - スレギの初恋相手
延大のチョン・ジヒョン（演：キム・ジェギョン/RAINBOW）
延大のオム・ジョンファ（演：コ・ウリ/RAINBOW）
キム・ジェヒョン（演：チョ・ジェユン） - スレギの次兄
キム・ドンウ（演：ヨン・ジュンソク） - ピングレの弟
ソン・シウォン（演：チョン・ウンジ） ※応答せよ1997よりカメオ出演
ユン・ユンジェ（演：ソ・イングク）※応答せよ1997よりカメオ出演
モ・ユジュン（演：シン・ソユル）※応答せよ1997よりカメオ出演
パン・ソンジェ（演：イ・シオン）※応答せよ1997よりカメオ出演
カン・ジュニ（演：ホヤ）※応答せよ1997よりカメオ出演
ト・ハクチャン（演：ウン・ジウォン） - ナジョンの家庭教師の生徒 ※応答せよ1997よりカメオ出演

## 受賞
- 第50回百想芸術大賞
  - TV部門・男性新人演技賞（チョンウ）[6]
- 第7回コリアドラマアワード[7]
  - 演出賞（シン・ウォンホ）
  - 女性新人賞（ミン・ドヒ）
  - ベストカップル賞（キム・ソンギュン、ミン・ドヒ）
- 第3回APAN Star Awards
  - 中編ドラマ部門 男性優秀演技賞（チョンウ）
  - 新人男優賞（ソン・ホジュン）
- 第8回ケーブルテレビ放送大賞
  - ドラマ部門大賞